# Trujillo Alto
La municipalité de Trujillo Alto, sur l'île de Porto Rico (Code International : PR.TJ) couvre une superficie de 54 km² et regroupe 75 728 habitants (au 31 décembre 2006).

## Culture
Trujillo Alto est la ville d'origine de Residente et Visitante, à l'origine du duo de reggaeton et de Hip Hop Calle 13.